# Morris (kreslíř)
Maurice De Bevere (1. prosince 1923 – 16. července 2001), známější jako Morris, byl belgický karikaturista a tvůrce postavy Lucky Luka. Jeho pseudonym je alternativní přepis jeho vlastního jména.

## Životopis
Narozen ve městě Kortrijk, západní Vlámsko, Belgie. Chodil na dobře známou jezuitskou vysokou školu ve městě Aalst, jejíž školní uniformy ho inspirovaly k vytvoření majitelů pohřebního ústavu v jeho příbězích o Lucky Lukovi. Jeho učitel matematiky řekl rodičům, že jejich syn bohužel nikdy nebude v životě úspěšný, protože prošel všemi třídami jeho hodin čmárajíc si na okraj učebnice.
Morris začal kreslit v animátorských studiích Compagnie Belge d'Actualités (CBA - Společnost belgických aktualit), kde se s ním ještě před válkou potkali Peyo a André Franquin.
Po válce společnost padla a Morris pracoval jako ilustrátor pro vlámské noviny Het Laatste Nieuws a týdeník Le Moustique (Moskyt), který vydával Dupuis, pro něhož vytvořil 250 titulních stránek a mnoho dalších ilustrací, především karikatur filmových hvězd.
Zemřel při nešťastném pádu v roce 2001.

### Lucky Luke
Postavu Lucky Luka vytvořil v roce 1946 pro komiksový časopis Spirou, který vydával Dupuis. Lucky Luke je osamělý kovboj cestující napříč divokým západem, pomáhaje všem potřebným, doprovázený svým věrným ořem jménem Jolly Jumper. První dobrodružství, Arizona 1880, vyšlo v L'Almanach Spirou 1947, vydaném 7. prosince 1946.
Morris se stal jedním z hlavních výtvarníků časopisu a jedním z tak zvaného "La bande des quatre" (Gangu čtyř), další byli Jijé, André Franquin a Will. Na rozdíl od druhých dvou nepracoval v domě, který vlastnil Jijé, ale i tak se všichni stali dobrými přáteli a navzájem se umělecky inspirovali. Společně založili nadaci pro "Marcinelle school", komiksy v typickém stylu Spirou vycházející jak stylisticky, tak tematicky z "Ligne claire" (čisté linie) používané skupinou výtvarníků spojených s vydavatelstvím Hergé v časopise Tintin.
V roce 1948 cestovali Morris, Jijé a Franquin do Spojených států (Will byl moc mladý a musel zůstat v Belgii). Chtěli zemi poznat, zjistit, co zbylo z divokého západu a potkat se s americkými tvůrci komiksů. Morris zde zůstal nejdéle ze všech a vrátil se sám až za 6 let. Po tu dobu tvořil pro Mad, kde pracoval také René Goscinny, francouzský tvůrce komiksů a spisovatel, který psal všechny příběhy Lucky Luka od roku 1955 až do své smrti v roce 1977. V té době byl ještě Goscinny poměrně neznámý, ale poté se stal jedním z nejoceňovanějších evropských textařů komiksů, nejdříve díky postavě Lucky Luka a o pár let později Asterixe.
Léta strávená v USA byla pro Morise zásadní nejen proto, že tam byl Goscinny, ale také nashromáždil velké množství dokumentace pro svou pozdější práci a seznámil se s hollywoodskými filmy té doby. Morris v následujících letech představil ve svých příbězích mnoho filmových technik jako freeze-frames (zamrznutí) a close-ups (záběry zblízka). Styl Walta Disneye ho značně ovlivnil, což je vidět na velmi kulatých linkách charakterizujících rané příběhy Lucky Luka. Mnoho postav v jeho komiksech zřetelně vychází ze známých amerických herců jako Jack Palance, Gary Cooper, W.C. Fields a William Hart, ačkoli také karikoval nečekané postavy jako Louis de Funès nebo Serge Gainsbourg.
Prvních 31 dobrodružství publikoval Dupuis, ale na konci šedesátých let Morris vydavatelství Dupuis a Spirou opustil a přešel k Dargaud a Pilote, časopisu, který vytvořil jeho kamarád Goscinny.
V roce 1984 vytvořili Hanna-Barbera 52 dílů kresleného seriálu o Lucky Lukovi, čímž jeho popularita ještě vzrostla. Dalších 52 dílů seriálu vzniklo na počátku devadesátých let a následovali tři hrané filmy. Také bylo vytvořeno několik videoher například pro PlayStation 1 a Game Boy Advance. Lucky Luke je aktuálně nejprodávanější evropskou komiksovou sérií s více než 300 miliony kopií ve více než třiceti jazycích.
Na rozdíl od jeho současníků, Morris nikdy nepracoval na žádné ze sérií, ačkoli pro ně vytvořil mnoho ilustrací ve čtyřicátých a padesátých letech. V devadesátých letech vydal odnož Lucky Luka jménem Rantanplan, nejhloupějšího psa západu.
V roce 2005 skončil na 79. místě ve valonském žebříčku De Grootste Belg (Největší Belgičan)

## Ocenění
- 1972: Grand Prix Saint-Michel, Brusel, Belgie
- 1992: Angoulême International Comics Festival (mezinárodní komiksový festival), 20 výroční Grand Prix de la ville d'Angoulême